# 哥倫比亞 (康乃狄克州)
哥倫比亞（英語：Columbia）是一個位於美國康乃狄克州托蘭縣的城鎮。

## 地理
哥倫比亞的座標為41°41′28″N 72°18′26″W / 41.69111°N 72.30722°W，而該地的平均海拔高度為168米（即551英尺）。

## 人口
根據2010年美國人口普查的數據，哥倫比亞的面積為57.00平方千米，當中陸地面積為55.30平方千米，而水域面積為1.70平方千米。當地共有人口4971人，而人口密度為每平方千米87.21人。